# おかゆまさき
おかゆ まさき（男性、1979年1月27日 - ）は日本の小説家（ライトノベル作家）である。埼玉県生まれ。血液型A型。
本名はまさのり（正憲）。サインの横に押す落款の表記は小粥正木。愛称は「おまっきー」。担当編集の三木一馬からは「朗らかバカ（悪意を伝染させない良い意味でのバカ）」と評される。

## 概要
2001年、第2回電撃hp短編小説賞で第2次審査を通過した『撲殺天使ドクロちゃん』が「電撃hp」20号に掲載され、デビュー。ドクロちゃんはアニメ化され、2005年から2006年にかけて第1期シリーズ『撲殺天使ドクロちゃん』（DVD全4巻）が、2007年には第2期シリーズ『撲殺天使ドクロちゃん2（セカンド）』（DVD全2巻）が製作された。「月刊コミック電撃大王」2008年2月号から、最新作『森口織人の帝王学』（マンガ作品、作画：真田鈴）の連載が開始された。

## 作品リスト

### 小説
- 撲殺天使ドクロちゃんシリーズ　全10巻　電撃文庫刊、表紙挿絵：とりしも、発売：2003年6月〜2007年10月
- 撲殺天使ドクロちゃんです　電撃文庫刊、2006年6月発売、ISBN 4-8402-3443-4
  - 谷川流、水島努、築地俊彦、時雨沢恵一、高橋弥七郎、ハセガワケイスケ、成田良悟、鎌池和馬によるトリビュート的作品
- 灼眼のシャナ2巻 with "GRIMOIRE"　出版：メディアワークス、2006年6月発売
  - コミック版第2巻の初回限定版の特別付録冊子『GRIMOIRE』収録
- びんかんサラリーマン　電撃hp Volume.31収録（2004年8月発売） ISBN 4-8402-2804-3
- ふたりはなめこじる　電撃hp Volume.38〜43収録（2005年10月〜2006年8月発売）
- 森口織人の陰陽道シリーズ　全4巻　電撃文庫刊、表紙挿絵：とりしも、発売：2008年8月〜2010年5月
- ぜのん様である!　電撃文庫刊、表紙挿絵：よう太、発売：2011年3月　ISBN 978-4-04-870318-5
- 誰もが恐れるあの委員長が、ぼくの専属メイドになるようです。 全2巻 電撃文庫刊、表紙挿絵：osa、発売：2011年11月〜2012年9月
- バニッシュ・ドロップス 家出中アイドルをフォローしますか? 電撃文庫刊、表紙挿絵：前田理想、発売：2012年4月　ISBN 978-4-04-886371-1
- 俺のペット生活がハーレムに見えるだと? 全2巻 電撃文庫刊、表紙挿絵：上下、発売：2013年5月〜11月　
  1. ISBN 978-4-04-891602-8
  2. ISBN 978-4-04-866078-5
- TRPGしたいだけなのにっ! 上下巻　電撃文庫刊、表紙挿絵：ななしな、発売：2014年11月〜12月
上巻 ISBN 978-4-04-869032-4
下巻 ISBN 978-4-04-869035-5
- マルクスちゃん入門 ダッシュエックス文庫刊、表紙挿絵：あなぽん、発売：2016年1月 ISBN 978-4-08-631097-0
- 異世界魔王の日常に技術革新を起こしてもよいだろうか ダッシュエックス文庫刊、表紙挿絵：lack、発売：2016年10月 ISBN 978-4-08-631152-6
- こえ×とも。 comico掲載、全20話、表紙挿絵：網野コトエ、配信：2016年10月〜2017年3月
- 友達のお姉さんと陰キャが恋をするとどうなるのか? ダッシュエックス文庫刊、キャラクター原案・漫画：まめぇ、表紙挿絵：長部トム、発売：2021年6月〜
  1. ISBN 978-4-08-631417-6
  2. ISBN 978-4-08-631444-2

### コミックス
- 撲殺天使ドクロちゃん　全3巻 月刊コミック電撃大王連載、作画：桜瀬みつな
- 撲殺天使ドクロちゃん りぴる　電撃「マ）王連載 2006年12月号〜2008年12月号、作画：桐野霞 原作：おかゆまさきチーム（おかゆと作画原案制作者との共同名義）
- 森口織人の帝王学　月刊コミック電撃大王連載 2008年2月号〜2009年7月号、作画：真田鈴

### ゲーム
- おねがい、俺を現実に戻さないで! シンフォニアステージ　ワンダープラネット開発・運営・配信 （おかゆはメインシナリオ担当）

## ラジオ
- びん・かん ドクロちゃんねる 2005年1月25日～2005年9月29日 毎週火曜日夜更新 全36回
  - 「ドクロちゃん」のアニメ化に関して放送されたラジオ番組。ゲスト、実質的には準レギュラーパーソナリティとしてほぼ毎週出演していた。
  - 東京国際アニメフェアでの原作者によるドクロちゃんシール配布イベント企画の発表や、ドラマCDの脚本発注など、アニメプロデューサーの川瀬浩平（ジェネオンエンタテインメント）らによって、度々公開オファーが行われた。
- びん・かんドクロちゃんねるファイヤー! 2007年3月27日～2007年12月25日　毎週火曜日夜更新 全40回
- 電撃大賞（文化放送）
  - この番組には希に電撃系の作家がゲスト出演するがおかゆは彼らとは異なり、「電撃の宣伝マン」として頻繁にゲストとして登場し自著に限らず電撃の商品全般を宣伝する。
- うぇぶらじ@電撃文庫（電撃文庫、2009年9月10日 - ）